# Allison Transmission
Allison Transmission è un costruttore statunitense di trasmissioni automatiche e propulsioni ibride per mezzi di trasporto. Allison produce per oltre 250 case costruttrici di autobus, autocarri, macchine agricole, mezzi d'opera, mezzi militari e mezzi speciali. Con la sede a Indianapolis, Indiana, Allison Transmission ha uffici regionali e fabbriche in tutto il mondo.

## Storia
La storia della Allison inizia nel 1909 quando James A. Allison, assieme a altri tre soci, costruisce la Indianapolis Motor Speedway. Nel 1911, la nuova pista Allison ospita la prima Indianapolis 500. Jim Allison fonda la sua squadra corse nel 1915 divenendo vincente gli anni successivi.
Quando scoppia la grande guerra, Allison sospende le attività agonistiche e la Allison Experimental Company inizia a produrre parti di macchine e utensili per il motore del velivolo Liberty. Dopo la guerra, Allison gareggia nel 1919 alla Indy 500 e vince. La Allison continuerà nella ingegneria aeronautica e la General Motors decise di comprare la società alla morte di Jim Allison nel 1928.
La Allison dal 1929 iniziò lo sviluppo del motore 12 cilindri che sfociò nel modello V1710. La società divenne Allison Engine Company.
Durante la seconda guerra mondiale, General Motors creò Allison Transmission per le trasmissioni propulsive dei veicoli militari.
Dopo la guerra anche per veicoli civili.

## Cronologia

### '40
- 1949 - Allison produce la trasmissione CD-850 per carri armati.[8]
- dicembre 1949 - trasmissione ferroviaria per Budd Rail Car

### '60
- ottobre 1960 - Allison XT-1410-2.[9]
- giugno 1961 - Allison MT Series
- luglio 1962 - Allison TT-2000 Hydro Powershift
- marzo 1965 - DP-8000 Allison Powershift
- luglio 1966 - Allison DP-8960
- novembre 1966 - Lithium-chlorine fuel cell
- ottobre 1967 - Allison per U.S. Army main battle tank M551[10]
- febbraio 1969 - Allison presenta il cambio a movimento elettrico
- luglio 1969 - Apollo 11 usa il serbatoio combustibile fatto dalla Allison nel Service Module[11]

### '70
- settembre 1970 - fusione con Detroit Diesel Engine in Detroit Diesel Allison Division
- gennaio 1971 - Allison introduce il cambio automatico 4 velocità per 72 000 lb (33 000 kg). GVW highway vehicles; Allison model HT-740
- aprile 1973 - prima fully automatic transmission per autocarri e mezzi pesanti Allison model CLBT 750
- 1974 - primo ufficio europeo

### '80
- ottobre 1982 - heavy-duty automatic transmission, Allison DP 8962
- maggio 1983 - GM vende Allison Gas Turbine Division; Allison entra in GM Power Products and Defense Operations Group[12]
- giugno 1986 - X200 military transmission[13]
- dicembre 1987 - Detroit Diesel Allison diventa Allison Transmission, Division di General Motors

### '90
- febbraio 1991 - Allison World Transmissions
- novembre 1995 - Allison adotta il lean manufacturing e l'Allison Production System (APS)
- 1999 - Hybrid bus program dimostrato alla New York City Transit Authority
- giugno 1999 - Allison introduce la 1000 Series e 2000 Series fully automatic transmissions

### 2000
- 2000 - Hybrid electric program
- settembre 2000 - Test del Track 2000 al Walt Disney World di Orlando, Florida
- gennaio 2001 - Allison parallel hybrid technology
- novembre 2003 - Allison Ultimate Truck Driving Adventure in Nevada
- novembre 2003 - Allison Vocational Models
- maggio 2005 - Shanghai Customization Center inaugurato
- giugno 2007 - GM vende Allison Transmission al private equity The Carlyle Group e Onex Corporation, per $5.6 miliardi.
- 2008 - Allison introduce il on-board prognostics nel cambio automatico
- 2009 - Allison compra il 10% della Torotrak[14] che produce Infinitely Variable Transmission(IVT).
- 2010 - stabilimento a Chennai, India inaugurato
- giugno 2010 - Allison stabilimento a Indianapolis, Indiana nuovo, per trasmissioni ibride.[15]
- marzo 2012 - OPA di 26.3 milioni di dollari per Allison Transmission a $23/azione alla New York Stock Exchange sotto il simbolo ALSN.
- ottobre 2013 - Allison 10-speed TC10 per Navistar